# 入新井町
入新井町（いりあらいまち）は、東京府荏原郡にかつて存在した町である。東京都大田区の大森駅周辺に位置する。

## 沿革・歴史
- 1889年（明治22年）5月1日 - 町村制の施行に伴い、不入斗村（いりやまずむら）、新井宿村（あらいじゅくむら）が合併して入新井村が発足（合成地名）。大字名は旧村名を引き継ぐ。
- 1919年（大正8年）8月1日 - 入新井村が町制施行して入新井町となる。
- 1926年（大正15年）11月28日 - 第一京浜改修工事のうち品川から六郷までの区間が完成。入新井・大森境界の埋立地で竣工祝賀会が開催されている[1]。
- 1932年（昭和7年）
  - 5月14日 - 東京市合併の際の区割りについて、大井町から、品川町・大井町・入新井町で合併し1つの区としたいと府知事へ請願書を提出する[2]。（不採用となる。）
  - 10月1日 - 荏原郡全域が東京市に編入、入新井町の区域は大森区となる[3]。
- 1947年（昭和22年）3月15日 - 大森区が蒲田区と合併し、大田区を設置[4]。
- 1964年（昭和39年）9月1日 - 住居表示の実施に伴い、「入新井」の町名が消滅[5]。
- 1965年（昭和40年）11月15日 - 住居表示の実施に伴い、「新井宿」の町名が消滅[6]。

## 町村長
出典：
- 橋爪小四郎 - 初代村長。1889年7月1日就任、1993年6月30日退任[8]。
- 平林逢之助 - 2代目村長。1993年6月30日就任[8]。
- 村崎常美
- 平林百太郎
- 平林半三郎
- 平林政博
- 岩井和三郎
- 平林淺次郎
- 立花種忠
- 酒井熊次郎 - 1929年6月21日就任[9]

## 施設
- 東京府公設市場[10]

### 郵便局
- 大森町郵便局 - 不入斗に所在[11]
- 不入斗郵便局[11]
- 新井宿郵便局[11]

### 寺社
出典：
- 新井宿
  - 熊野神社
  - 日枝神社
  - 天祖神社
  - 春日神社
  - 厳島神社
  - 円能寺
  - 善慶寺
- 不入斗
  - 磐井神社
  - 密厳院
  - 最徳寺

## 名所
- 八景坂[7]
- 八景園[7]

## 人口
大正時代は、鉄道の発達や関東大震災による東京市からの移住により、荏原郡全体で人口が増えていた。
| 年                 | 人口     | 戸数    | 出典                   |
| ------------------ | -------- | ------- | ---------------------- |
| 1900年（明治33年） | 3,007人  |         | [ 14 ]                 |
| 1905年（明治38年） | 4,329人  |         | [ 14 ]                 |
| 1910年（明治43年） | 7,163人  |         | [ 14 ]                 |
| 1915年（大正04年） | 8,276人  |         | [ 14 ]                 |
| 1920年（大正09年） | 19,088人 | 4,140戸 | 国勢調査               |
| 1925年（大正14年） | 36,585人 | 7,967戸 | 人口：国勢調査、戸数： |
| 1930年（昭和05年） | 45,209人 | 9,457戸 | [ 18 ]                 |

## 産業

### 漁業
隣接する大井町・大森町に比べると、漁業者は少なかった。
| 年                 | 海苔業者 | 漁業者 | 出典   |
| ------------------ | -------- | ------ | ------ |
| 1881年（明治14年） | 80人     |        | [ 19 ] |
| 1890年（明治23年） | 281人    | 174人  | [ 20 ] |
| 1891年（明治24年） | 272人    | 21人   | [ 21 ] |
| 1892年（明治25年） | 275人    | 21人   | [ 22 ] |

## 交通

### 鉄道
- 鉄道省（現JR東日本）
  - 東海道本線（東北・京浜線）：大森駅
- 京浜電気鉄道（現京浜急行電鉄）
  - 本線：海岸駅 - 大森八幡駅[23][24]
  - 大森支線：海岸駅 - 大森駅[23]

### バス
- 池上乗合自動車・東横乗合自動車：大森駅前 - 子母沢 - 池上本門寺[25][26]
- 京浜乗合自動車・東横乗合自動車：品川駅 - 六郷橋北詰[25][27]
- 京浜乗合自動車： 品川駅前 - 川崎大師[26]

### 道路
いずれも現在の呼称。
- 池上通り
- 国道15号（当時は1号国道、京浜国道）

## 地域
東京市編入直前の1932年（昭和7年）9月15日に、大森町との間で境界変更を実施している。ここでは、境界変更前と現在の町名を比較している。大字内の箇条書きは小字の名前を示す。
出典：

### 大字不入斗
現在の町名：大森北、大森本町、品川区南大井（大体の範囲）
- 中（現：大森北）
- 根田耕地（現：大森北）
- 根岸（現：大森北）
- 谷中耕地（現：大森北）
- 高田
- 高田耕地
- 堀後
- 谷沢
- 八幡
- 八幡耕地
- 潮田耕地
- 川添

### 大字新井宿
現在の町名：山王1 - 4丁目、大森北、中央1 - 4・7丁目、南馬込3・4丁目、大森西、品川区南大井6丁目
- 山王（現：山王1丁目）
- 山王下（現：山王1丁目、品川区南大井6丁目）
- 源蔵原（現：山王1丁目）
- 道免（現：山王）
- 於伊勢原（現：山王）
- 八景坂（現：山王1 - 3丁目、大森北1丁目）
- 根岸（現：山王）
- 木原山（現：山王）
- 根ヶ原（現：山王3・4丁目、中央1丁目）
- 河原作（現：中央）
- 西沼（現：中央）
- 美奈見
- 子母沢
- 長田
- 長田耕地
- 皿沼
- 新田

## 「入新井」と冠する学校
- 大田区立入新井第一小学校
- 大田区立入新井第二小学校
- 大田区立入新井第三小学校（現 大田区立山王小学校）
- 大田区立入新井第四小学校
- 大田区立入新井第五小学校

## 出身者
- 筑波雪子 - 女優
- 山口瞳 - 小説家
- 山本太郎 - 詩人